# Tamou
Tamou ist eine Landgemeinde im Departement Say in Niger.

## Geographie

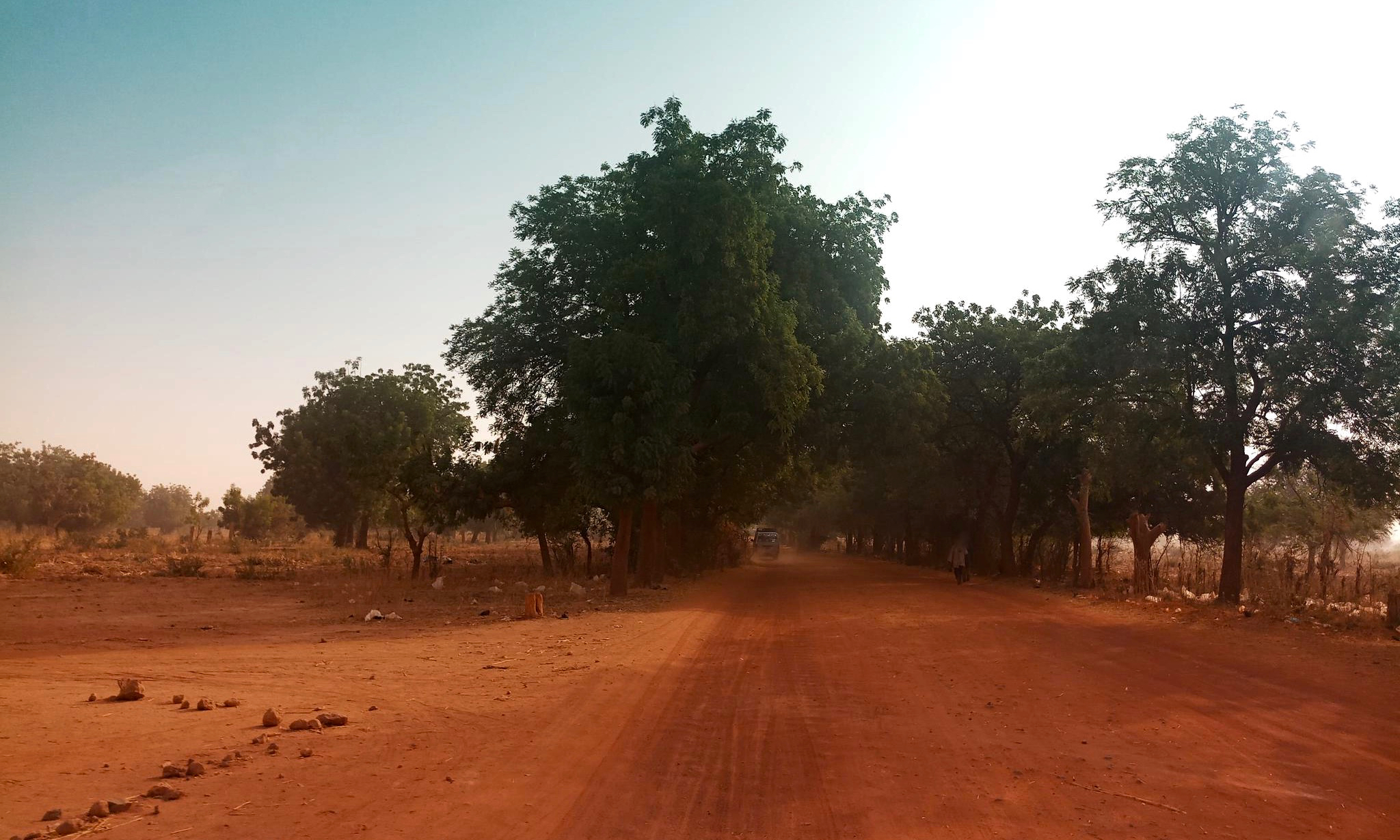
Tamou-Wildreservat (2018)

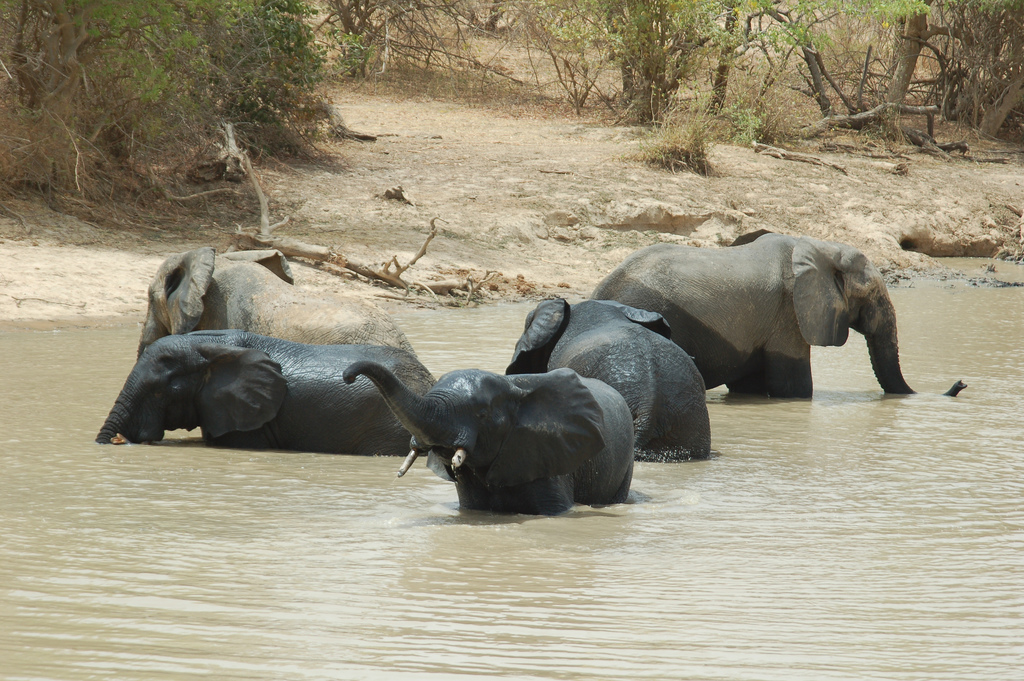
Elefanten im Nationalpark W in Tamou (2006)

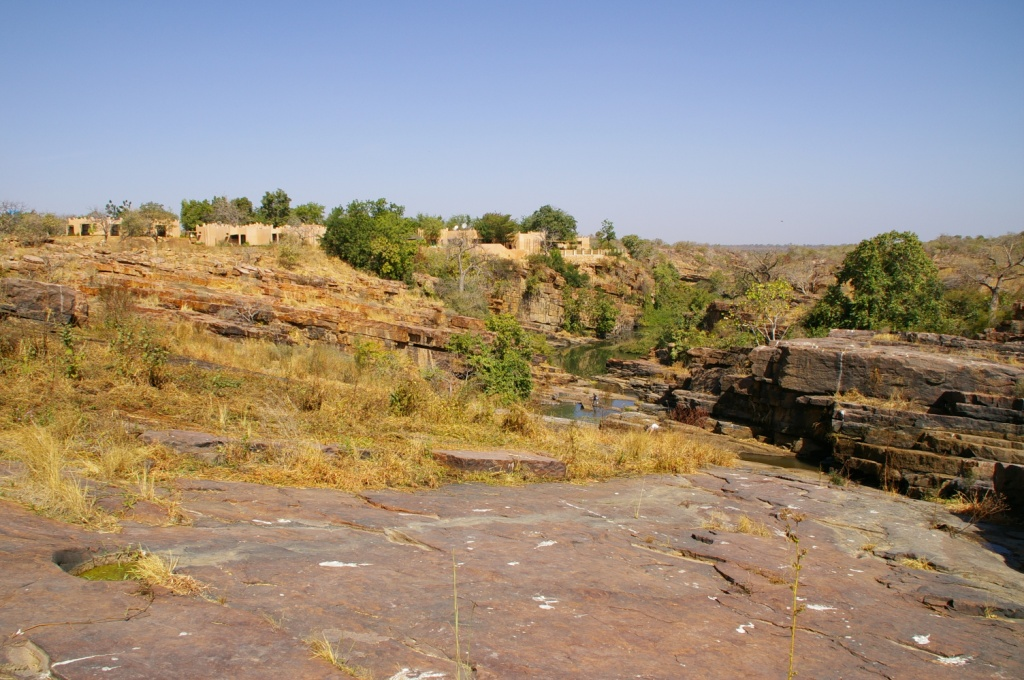
Dorf La Tapoa in Tamou (2006)

Tamou befindet sich in der nördlichen Sudanregion. Bei den Siedlungen im Gemeindegebiet handelt es sich um 112 Dörfer und 121 Weiler. Der Hauptort der Landgemeinde ist das Dorf Tamou.
Tamou grenzt im Südwesten an den Nachbarstaat Burkina Faso. Die Nachbargemeinden in Niger sind Say im Norden, Kirtachi im Osten und Ouro Guélédjo im Westen. Tamou liegt am Fluss Niger. Bedeutende Siedlungen am Niger sind – in Fließrichtung – Bokki Sorkeye, Soley Noma, Guiémé, Sékou Koira, Chantier, Ouro Bawa und Gosso. Das Gemeindegebiet queren die Niger-Nebenflüsse Diamangou, Mékrou und Tapoa. Weite Teile der Gemeinde nehmen der Nationalpark W und das Tamou-Wildreservat ein.

## Geschichte
Der deutsche Afrikaforscher Heinrich Barth besuchte 1854 die Gegend, deren Einwohner eine große Anzahl an Pferden besaßen und die er darum als außergewöhnlich wohlhabend beschrieb. Barth erwähnte namentlich Ouro Mobido („Hof des gelehrten Adligen“), heute ein Dorf im Gemeindegebiet von Tamou, als Wohnsitz eines reichen Gutsbesitzers. Das Dorf Tamou wurde von einer Gruppe Fulbe aus dem späteren Burkina Faso gegründet, die zuvor nomadische Viehzüchter gewesen waren. Der Ortsname leitet sich vom Gourmanchéma-Wort Tam ab, das „steiniger Fluss“ bedeutet. Der erste Ortsvorsteher von Tamou hieß Poutcha.
Die französische Kolonialverwaltung richtete Anfang des 20. Jahrhunderts einen Kanton in Tamou ein, dessen Territorium sukzessive um aufgelöste Kantone vergrößert wurde: Weil Souldou und Nanifono sowie zuletzt 1932 Tiélla Foulbé und Djongoré. Der von 1974 bis 1987 amtierende Staatschef Seyni Kountché ernannte einen aus Djongoré stammenden Mann aus der Familie Diallo zum Kantonschef von Tamou. Das Amt war zuvor von einem Angehörigen der Familie Djoffo wahrgenommen worden. Dies führte zu gewaltsamen Konflikten zwischen beiden Familien, bei denen 1992 staatliche Sicherheitskräfte einschreiten mussten, um die Ordnung wieder herzustellen. Der Kantonschef übersiedelte daraufhin in die Hauptstadt Niamey.
Im Jahr 2002 ging im Zuge einer landesweiten Verwaltungsreform aus dem Kanton Tamou die Landgemeinde Tamou hervor. Infolge des 2012 beginnenden Konflikts in Nordmali kam es auch im Westen Nigers besonders ab 2019 zu einer Verschlechterung der Sicherheitslage. Nach einem dschihadistischen Angriff auf eine Wildhüter-Station beim Hauptort am 12. März 2020 wurden 15 Wildhüter vermisst.

## Bevölkerung
Bei der Volkszählung 2012 hatte die Landgemeinde 89.782 Einwohner, die in 10.324 Haushalten lebten. Bei der Volkszählung 2001 betrug die Einwohnerzahl 52.917 in 5499 Haushalten.
Im Hauptort lebten bei der Volkszählung 2012 1827 Einwohner in 267 Haushalten und bei der Volkszählung 2001 997 Einwohner in 104 Haushalten.
Tamou befindet sich in einem von der Volksgruppe der Gourmantché besiedelten Gebiet, wobei die Gourmantché in der gesamten Region Tillabéri nur 2 % der Gesamtbevölkerung stellen. Außerdem leben Fulbe in der Gemeinde.

## Politik
Der Gemeinderat (conseil municipal) hat 22 gewählte Mitglieder. Mit den Kommunalwahlen 2020 sind die Sitze im Gemeinderat wie folgt verteilt: 8 PNDS-Tarayya, 5 MNSD-Nassara, 3 MODEN-FA Lumana Africa, 3 PJP-Génération Doubara, 2 MPN-Kiishin Kassa und 1 MCC-Arziki.
Jeweils ein traditioneller Ortsvorsteher (chef traditionnel) steht an der Spitze von 49 Dörfern in der Gemeinde.

## Wirtschaft und Infrastruktur

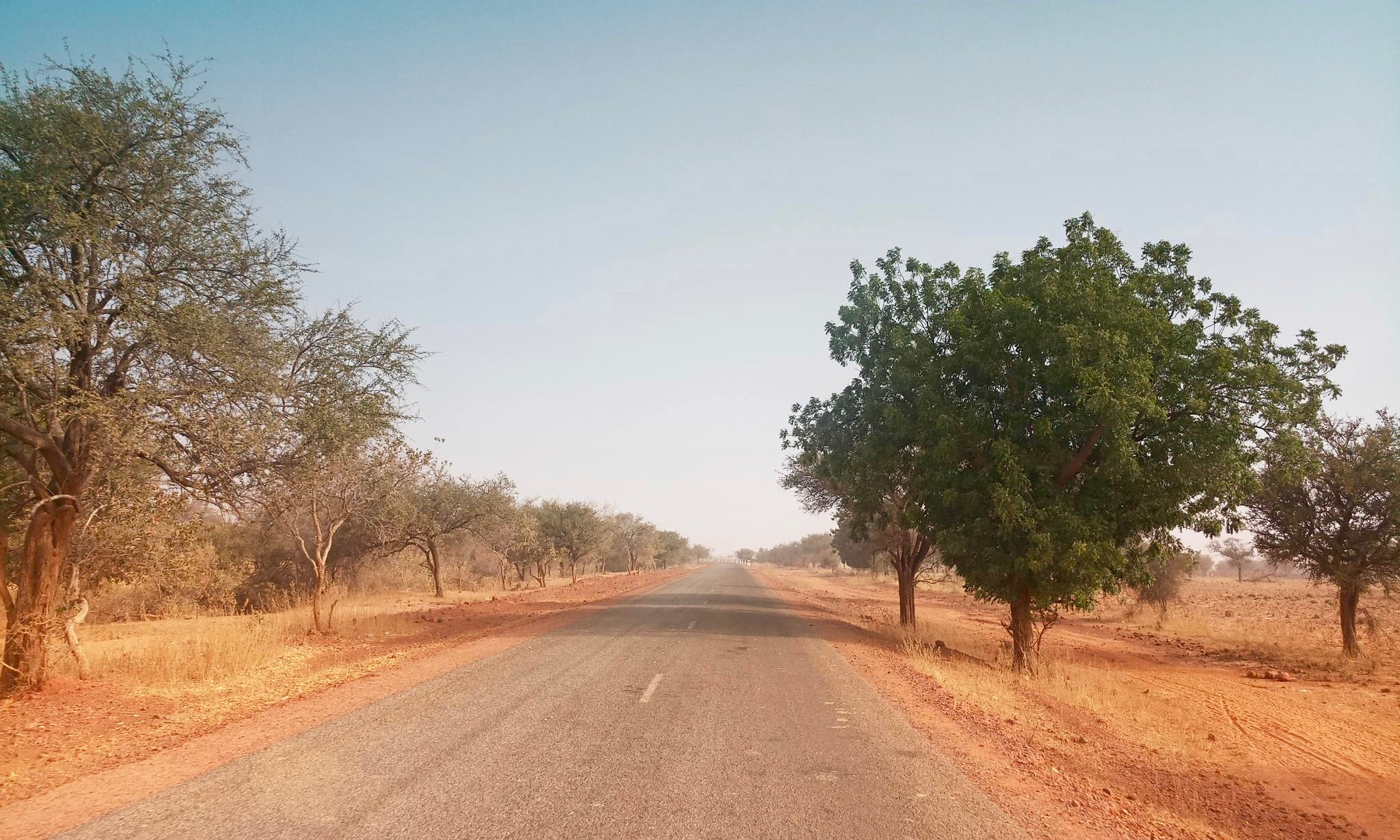
Nationalstraße 27 in Tamou (2018)

Die Bevölkerung von Tamou lebt vor allem vom Ackerbau, der Viehzucht, der Fischerei, der Goldgewinnung und dem Handel. Die Gemeinde liegt in einer Zone, in der Regenfeldbau betrieben wird, und ist von mit Gewalt verbundenen Landnutzungskonflikten betroffen. Die Niederschlagsmessstation im Hauptort wurde 1981 in Betrieb genommen. Die 1975 errichtete Tapoa-Talsperre staut den Fluss Tapoa auf.
Der Donnerstagsmarkt im Hauptort weist, verglichen mit anderen Wochenmärkten in der Gemeinde, eine mittlere Größe auf. Hier arbeiten auch Schmiede, und Fahrradreparateure bieten ihre Dienste an. Bedeutender sind die großen Wochenmärkte in den Dörfern Allambaré, Bokki und Guiémé, die auch Händler aus der Hauptstadt Niamey anziehen. Am Samstagsmarkt in Allambaré werden Lebensmittel, gefärbte Schurze aus Burkina Faso sowie Silber- und Weißblech-Stücke gehandelt, die Fulbe-Frauen zum Schminken verwenden. Der Wochenmarkt in Guiémé beginnt immer dienstags in der Nacht und endet am darauffolgenden Tag. Zu den Handelsgütern zählen Soda aus Boboye, Matten aus den Fulbe-Dörfern um Kirtachi und Tillabéri, schmucklose Kalebassen, von Frauen aus Kirtachi hergestelltes Öl und aus unbearbeitetem Leder bestehende Matten, die für tatara genannte Einzäunungen verwendet werden. Verkauft werden außerdem von der lokalen Bevölkerung am Fluss angebaute Süßkartoffeln, Tomaten und Zwiebeln. Auch am Mittwochsmarkt in Bokki werden verschiedene Lebensmittel angeboten. Die verkauften Erdnüsse werden lokal zu Erdnussöl weiterverarbeitet. Aus der Umgebung von Bokki kommen Handwerker wie Schmiede und Töpfer zum Markt. Kleinere Wochenmärkte in der Landgemeinde Tamou befinden sich in den Grenzorten Boulel und Dantchandou (nicht zu verwechseln mit der weiter nördlich gelegenen Landgemeinde Dantchandou). Beide finden montags statt. Das staatliche Versorgungszentrum für landwirtschaftliche Betriebsmittel und Materialien (CAIMA) unterhält Verkaufsstellen im Hauptort und im Dorf Allambaré.
Gesundheitszentren des Typs Centre de Santé Intégré (CSI) sind im Hauptort sowie in den Siedlungen Allambaré, Bokki und Dantchandou vorhanden. Der CEG Tamou ist eine allgemein bildende Schule der Sekundarstufe des Typs Collège d’Enseignement Général (CEG). Beim Centre de Formation aux Métiers de Tamou (CFM Tamou) handelt es sich um ein Berufsausbildungszentrum.
Beim Dorf La Tapoa im Gemeindegebiet von Tamou befindet sich ein ziviler Flugplatz mit unbefestigter Start- und Landebahn, der Flugplatz La Tapoa (ICAO-Code: DRRP). Durch die Gemeinde verläuft die 158,3 Kilometer lange, aus der Hauptstadt Niamey kommende Nationalstraße 27. In Allambaré zweigt die 30,3 Kilometer lange Route 677 nach Guiémé ab. Von dort aus führt die 39 Kilometer lange Route 647 nach Dokimana.

## Persönlichkeiten
- Diallo Ousman Bassarou (1906–1992), Politiker, Kantonschef von Tamou
- Diouldé Laya (1937–2014), Soziologe